# 松永村
松永村（まつながむら）は、福井県遠敷郡にあった村。現在の小浜市の南東端にあたる。

## 地理
- 山岳 ： 若狭駒ヶ岳、千石山
- 河川 ： 北川、松永川

## 歴史
- 1889年（明治22年）4月1日 - 町村制の施行により、池河内村、門前村、三分一村、四分一村、上野村、東市場村、大興寺村及び平野村の区域をもって、松永村が発足する。
- 1951年（昭和26年）3月30日 - 小浜町、内外海村、松永村、国富村、遠敷村、今富村、口名田村及び中名田村が合併して、小浜市が発足する。

## 村長
- 小畑岩次郎

## 交通

### 鉄道路線
- 日本国有鉄道
  - 小浜線
    - 新平野駅

### 道路
- 国道27号